# Staetherinia valstana
Staetherinia valstana är en fjärilsart som beskrevs av William Schaus 1927. Staetherinia valstana ingår i släktet Staetherinia och familjen tofsspinnare. Inga underarter finns listade i Catalogue of Life.